# Azizpur
Azizpur es una ciudad censal situada en el distrito de Agra en el estado de Uttar Pradesh (India). Su población es de 11103 habitantes (2011). 

## Demografía
Según el censo de 2011 la población de Azizpur era de 11103 habitantes, de los cuales 6049 eran hombres y 5054 eran mujeres. Azizpur tiene una tasa media de alfabetización del 64,71%, inferior a la media estatal del 67,68%: la alfabetización masculina es del 71,12%, y la alfabetización femenina del 52,11%.